# Rruga shtetërore SH56
Die Rruga shtetërore SH56 (albanisch für Staatsstraße SH56) ist eine Nationalstraße in Albanien, die die Hauptstadt Tirana entlang des Erzens mit der Bucht von Durrës bei Shkallnur am Adriatischen Meer verbindet. Es handelt sich um eine Nebenstrecke zur etwas weiter nördlich verlaufenden SH2. Im Gegensatz zu dieser Autobahn ist die SH56 eine nicht ausgebaute, schmale und recht kurvenreiche Landstraße.

## Streckenverlauf
Die SH56 beginnt beim Skanderbeg-Platz im Stadtzentrum Tiranas als Rruga e Kavajës und führt zuerst in westlicher und dann in südwestlicher Richtung über die Lana. Bis zum äußeren Stadtbezirk Kombinat ist sie mehrspurig breit ausgebaut. Nach dem Stadtrand wird die Straße holprig und schmal. Bei Vaqarr überquert sie den Erzen und folgt dessen Flusslauf am südlichen Ufer durch eine ländlich geprägte Landschaft.
Nach etwa der Hälfte der Strecke, wo eine Straße nach Süden zum Ort Peza abgeht, wechselt der Verlauf nach Nordwest. Wenig später durchquert sie den Ort Ndroq, Endpunkt einer Buslinie von Tirana. Weiter westlich öffnet sich das Tal des Erzen in eine weite Ebene. Hier führt ein Abzweig als SH55 Richtung Norden nach Shijak. Danach überquert sie einen letzten Hügelzug, der den Shkumbin vom Meer trennt. Beim Dorf Shkallnur endet die SH56: Sie unterquert die Umfahrungsstraße SH85, quert die Eisenbahnlinie von Durrës nach Süden und trifft bei der Plepa genannten Kreuzung am südlichen Ende von Durrës Plazh auf die SH4.